# Fade to Black
Fade to Black – pierwsza heavymetalowa ballada zespołu Metallica zamieszczona w 1984 roku na albumie Ride the Lightning.

## Kompozycja
Utwór rozpoczyna się spokojnym riffem gitary akustycznej oraz powolnym solo Kirka. Po zwrotkach, pojawiają się ciężkie riffy gitarowe napisane przez Hammetta. W bridge’u, następuje zmiana tempa na bardziej żywe niż to w pierwszej części utworu. Pojawia się w nim także mała harmonia gitarowa (skomponowana przez Cliffa Burtona), po której można usłyszeć kolejną solówkę Kirka Hammetta, która jest o wiele dłuższa i znacznie szybsza od pierwszej. Została ona sklasyfikowana przez magazyn „Guitar World” na 24. miejscu listy „100. najlepszych gitarowych solówek”.

## Tekst
Słowa utworu ukazują myśli samobójcy, spokojnie żegnającego się ze światem, z którym nie chce mieć już nic wspólnego. Piosenka nie została zaakceptowana przez niektórych fanów zespołu, uważających, że napisanie tej ballady było ruchem komercyjnym. James Hetfield tłumaczył nagranie piosenki niechęcią zespołu do zamykania się w jednej ścisłej konwencji.
Hetfield napisał słowa piosenki po dość smutnym zdarzeniu, kiedy to po koncercie zespołu została okradziona ciężarówka w której był cały sprzęt z wyjątkiem gitar, które muzycy schowali w obawie przed zimnem. Wtedy Metalliki nie było stać na nowy sprzęt i cały zespół mocno się przejął, a James napisał „Fade to Black”.

## Utwór na koncertach
„Fade to Black” jest niemal zawsze grany na koncertach zespołu. Bardzo często samej muzyce towarzyszą pokazy pirotechniczne. 8 sierpnia 1992 roku w trakcie wykonywania „Fade to Black” na koncercie w kanadyjskim Montrealu, James Hetfield przeżył wypadek, którego powodem był brak porozumienia między pirotechnikami a formacją. Wokalista Metalliki stanął w miejscu, w którym zamieszczone były ładunki. W momencie ich wybuchu uległ poparzeniom.
30 listopada 2000 roku w Los Angeles utwór został zagrany na „VH-1 Awards”. Stało się tak dzięki oddaniu fanów, którzy głosowali na ten utwór. Był to zarazem ostatni występ na żywo Jasona Newsteda jako ówczesnego członka zespołu Metallica.

## Twórcy

### Wykonawcy
- James Hetfield – śpiew, gitara rytmiczna, gitara akustyczna
- Lars Ulrich – perkusja
- Cliff Burton – gitara basowa
- Kirk Hammett – gitara prowadząca

### Produkcja
- Nagrywany i miksowany w Sweet Silence Studios w Kopenhadze, Dania
  - Producent: Metallica
  - Asystenci: Flemming Rasmussen, Mark Whitaker
  - Inżynier: Fleemming Rasmussen
- Masterowany w Masterdisku w Nowym Jorku, USA przez Boba Ludwiga